# Placoptila
Placoptila is een geslacht van vlinders van de familie roestmotten (Heliodinidae), uit de onderfamilie Orthoteliinae.

## Soorten
- P. abnormalis Walsingham, 1897
- P. artionoma Meyrick, 1919
- P. cyanolychna Meyrick, 1910
- P. cyclas Meyrick, 1937
- P. choromima Meyrick, 1931
- P. electrica Meyrick, 1894
- P. lucicincta Meyrick, 1920
- P. semioceros Meyrick, 1935